# 3307 Атабаска
3307 Атабаска (3307 Athabasca) — астероїд головного поясу, відкритий 28 лютого 1981 року.
Тіссеранів параметр щодо Юпітера — 3,607.